# Pierre Vidal (Historiker)

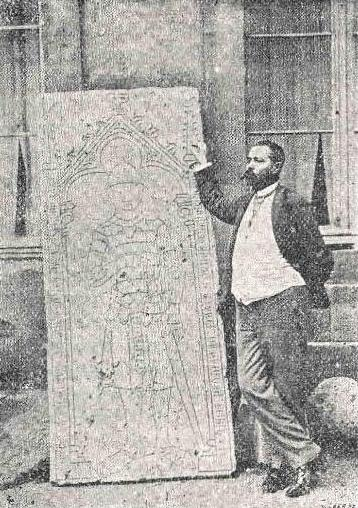
Pierre Vidal um 1910

Pierre Vidal, oft auch katalanisch als Pere Vidal angesprochen, (* 21. März 1848 in Saint-Paul-de-Fenouillet; † 21. März 1929 in Perpignan) war ein Historiker, Bibliothekar und Bibliograf aus dem französischen Nordkatalonien. Sein Hauptarbeitsgebiet war die Geschichte und Kultur des Roussillon. Dabei untersuchte er auch die katalanische Geschichte und Kultur dieser Region.

## Leben und Werk
Vidal studierte in Carcassonne und in Paris. 1876 wurde er Unterbibliothekar, 1880 Bibliothekar in Perpignan.
Vidal war auf die Geschichte des Roussillon, speziell auf dessen Geschichte während der Französischen Revolution spezialisiert. Er veröffentlichte unter anderem die Histoire de la Révolution Française dans le département des Pyrénées Orientales (1885–1889, Die Geschichte der Französischen Revolution im Departement Pyrénées Orientales), L’an 93 en Roussillon (1897, Das Jahr 1793 im Roussillon), Documents sur la langue catalane des ancients comtés de Roussillon et de Cerdagne (1311–1380) (1928, Dokumente über die katalanische Sprache in den alten Grafschaften Roussillon und Cerdagne). Die wichtigsten Werke von Vidal sind die Histoire de la ville de Perpignan depuis les origines jusqu’au traité des Pyrénées (1897, Geschichte der Stadt Perpignan von den Anfängen bis zum Pyrenäenfrieden) und die Histoire du Roussillon (1923, Geschichte des Roussillons).
Er interessierte sich für die Folklore des Roussillons und auch Kataloniens. Er gab das Cançoner català de Rosselló i de Cerdanya (1885–1888, Katalanisches Liederbuch des Roussillon und der Cerdanya), die Recueil de goigs et cantiques roussillonais (1886, Sammlung von Lobgesängen aus dem Roussillon) und die Goigs des ous (1888, Lobgesänge auf die Eier) heraus. 1883 nahm er an den Festlichkeiten in Banyuls, Elne und Perpignan zu Ehren katalanischer Schriftsteller teil. Mehrmals nahm Vidal selbst aktiv an den Jocs Florals von Barcelona teil.
Er veröffentlichte zudem einen Inkunabelnkatalog der Stadtbibliothek Perpignan (1897) und zusammen mit Joseph Calmette eine Bibliografie des Roussillons (1906).